# Jacob Johan von Bilang
Jacob Johan von Bilang, född 1 november 1740 i Haapajärvi kapellförsamling i Österbotten, död 5 maj 1803 i Helsingfors, var en svensk militär, etsare, elfenbenssnidare och politisk skriftställare.
Han var son till överjägmästaren Jakob Johan von Bilang och Anna Elisabeth Wendelius (syster till Jacob Wendelius) och gift första gången 1771 med Catharina Emerentia Scheding äktenskapet upplöstes i skilsmässa, och andra gången från 1795 med  Johanna Gustava Stenholm. Han blev far till 11 barn bland annat Johanna Emerentia von Bilang och Johan Ulrik von Bilang
Han blev furir vid Österbottens regemente 1747 och förare där 1753. Han utnämndes till sergeant vid Österbottens regemente 1757. Därefter kom han i fransk tjänst och utnämndes till sekundlöjtnant vid regementet Royal Deuxponts 1759 och löjtnant vid ett av regementets jägarkompanier 1761. Han lämnade den franska tjänsten 1762. Han fick 1766 ett understöd för en utrikes resa och han besökte bland annat England 1767-1769 och flera andra länder och det är troligt att det var under den tiden han kom i kontakt med miniatyrmåleriet och etsningskonsten. Han utnämndes under sin frånvaro till löjtnant på stat vid Södermanlands regemente 1770 och när han återkom till Sverige 3 mars 1773 inträdde han i militärtjänst som löjtnant vid Östgöta infanteriregemente men han begärde genast avsked och slutade sin militära karriär sista mars 1773 med  kaptens titel. Han valdes in som ledamot av Konstakademien 1796. Hans konstnärsgärning var mycket mångsidig från elfenbenssnideri, etsningar, teckningar till silhuettklippning. Bilang är representerad vid bland annat Nationalmuseum i Stockholm.